# 蟬蟹科
蟬蟹科（學名：Hippidae）是十足目 異尾下目蟬蟹總科之下的一個科，與同屬蟬蟹總科的管鬚蟹科關係密切 。
本科物種常埋藏在沙裡，有「潛沙高手」的外號。而且廣泛分布於除兩極以外的全世界。但受污染的海洋會影響本屬物種的生態。

## 分類
本科只有三個屬，分別如下：
- 鼠蝉蟹屬（ Scopoli, 1777）
- 蟬蟹屬（ Fabricius, 1787）[5]
- 鞭足蟹屬（ Miers, 1878）[6]